# Yggdrasil (musikgrupp)
Yggdrasil är en folkmusikgrupp från Färöarna. Gruppen spelar etnisk musik med färöiska ballader, hymner, inuitmusik samt med jazzinfluenser. Namnet kommer från världsträdet Yggdrasil.

## Bandmedlemmar
- Anders Hagberg – flöjt, saxofon
- Anders Jormin – bas
- Angelika Niesen – violin
- Brandur Jacobsen – trummor
- Eivør Pálsdóttir – sång
- Ernst Dalsgard – flöjt
- Heðin Ziska Davidsen – gitarr
- John Tchicai – saxofon
- Kári Sverrisson – sång
- Karin Korpelainen – trummor
- Kristian Blak – piano
- Lelle Kullgren – gitarr
- Mia Káradóttir – flöjt
- Mikael Blak – bas
- Ólavur Øster – gitarr
- Rasmus Lyberth – sång
- Tore Brunborg – saxofon
- Villu Veski – saxofon

## Diskografi
- Den Yderste Ø (1981)
- Heygar og Dreygar / The Four Towers (1983/84)
- Brøytingar (1988)
- Ravnating (1991)
- Drangar / Concerto Grotto (1995)
- Yggdrasil (2002)
- Live in Rudolsstadt (2004)
- Úr Holminum (2004)
- The Tübingen Concert (2 DVD, 2005)
- Risastova (2006)
- Askur (2 CD, 2007)